# Тира Мису
Тира Мису (англ. Tyra Misoux, род. 3 января 1983, Штейнфурт, Северный Рейн-Вестфалия) — сценическое имя немецкой порноактрисы.

## Биография
Рожденная в Штайнфурте, Тира Миcу выросла в Берлине, где также училась. Была замечена в 2001 году в возрасте 18 лет немецкими продюсерами Нильсом Молитором и Клаусом Голдбергом в берлинском ночном клубе Q-Dorf. В феврале 2002 года, вскоре после своего девятнадцатилетия, она начинает сниматься в фильмах для взрослых. Её сценическое имя, Tyra Misoux, является искажением тирамису, названия итальянского десерта.

## Карьера
Карьера началась в 2002 году с фильма Die Megageile Küken-Farm, за ним следуют другие, такие как Die 8. Sünde и Achtzehneinhalb 18. В том же году получила премию Venus Award как лучшая молодая актриса. Два года спустя, в 2004 году, добилась больших успехов, получив «Венеру» за лучшую женскую роль.

## Награды и номинации
- 2002 Venus Award номинация — лучшая новая старлетка[6]
- 2003 Erotic Festival of Brussels Award — лучший немецкий новичок[6]
- 2004 Venus Award победа — лучшая немецкая актриса[3][6]
- 2008 Eroticline Awards победа — лучшая немецкая актриса[7]

## Фильмография
2002:
- Versaute Teeny-Sex-Parties
- Teeny Car Wash Center
- Ein Sommertagstraum
- Die Megageile Küken-Farm
- Die Magma Pornoparty
- Lollipops 16
- Klinik der Lust
- Hotel Fickmichgut
- Der Fluch des Scheichs
- Anja Juliette Laval: Private Collection
- Die 8. Sünde
- Achtzehneinhalb 18

2003:
- Tyra Misoux... süss wie Schokolade...
- Teeny Fantasien
- Sexy Business
- Objekt der Begierde
- Naturgeile Mitarbeiterinnen
- Der Megascharfe Waschsalon

2004:
- Verrückt nach Tyra
- Tyra Misoux - Süsser als Schokolade!
- Schwere Jungs & leichte Mädchen
- Ohne Bockschein darf kein Bock rein!
- Magmas superheisse Star Revue
- Kleine Luder
- Katsumi Provocation
- Auf die ganz harte Tour
- Anja Juliette Laval: Die unschuldige Schönheit

2005:
- Porn Hard Art
- Akademie der Lüste
- Models

2006:
- Was wäre, wenn ...?
- V Dreams Vol. 3
- V Dreams Vol. 4
- Tyras sinnlicher Duft
- Prof. F. Stein oder Ich baue mir meine Traumfrau
- Pink Detective und der Slip-Schnüffler
- Bezaubernde Tyra
- Elementarteilchen

2007:
- Eine Verhängnisvolle Wette
- Der Spiegel deiner Leidenschaft
- Das Sex-Leben der Anderen

2008:
- Annina Superstar
- Body Switch
- In Bed with Tyra